# The Doobie Brothers
A Doobie Brothers (teljes nevén: The Doobie Brothers) amerikai rockegyüttes. Fél évszázados fennállása alatt 16 stúdióalbumot adott ki.

## Története
Az együttes 1970-ben alakult meg a kaliforniai San Joseban. Főleg rockzenét játszanak, de a soft rock, a pop és a blue-eyed soul műfajokban is játszanak. Két korszakuk volt: először 1970-től 1982-ig működtek, majd 1987-től napjainkig. 2020-ban az együttest beiktatták a Rock and Roll Hall of Fame-be (Rock and Roll Hírességek Csarnoka).

## Jelenlegi tagjai
- Patrick Simmons – gitár, bendzsó, fuvola, vokál (1970–82, 1987–91, 1992, 1993–napjainkig)
- Tom Johnston – vokál, gitár, szájharmonika (1970–77, 1987–91, 1992, 1993–napjainkig)
- Michael McDonald – vokál, billentyűs hangszerek, mandolin, harmonika (1975–82, 1987, 1992, 1995–96, 2019–napjainkig)
- John McFee – vokál, hegedű, pedal steel gitár, szájharmonika (1979–82, 1987, 1993–napjainkig)

## Diszkográfia
- The Doobie Brothers (1971)
- Toulouse Street (1972)
- The Captain and Me (1973)
- What Were Once Vices are Now Habits (1974)
- Stampede (1975)
- Takin' It to the Streets (1976)
- Livin' on the Fault Line (1977)
- Minute by Minute (1978)
- One Step Closer (1980)
- Cycles (1989)
- Brotherhood (1991)
- Sibling Rivalry (2000)
- World Gone Crazy (2010)
- Southbound (2014)
- Walk This Road (2025)